# Балтійський проєкт
Балтійський проєкт (англ. Baltic Project) — план, запропонований британським адміралом, лордом Джоном Фішером для здобуття швидкої перемоги над Німеччиною під час Першої світової війни.
План передбачав висадку значних сил британської та російської армій на півночі Німеччини на пологому узбережжі в Померанії, за 160 км (100 миль) від Берліна.
Здійснення цього плану вимагало великого спеціалізованого флоту. Передбачалось, що сили висадки будуть прикриватись від німецького флоту підводними човнами та широким мінуванням. Для здійснення операції планувалось залучити понад 600 кораблів, в тому числі десантних кораблів, тральників, есмінців, легких крейсерів, моніторів, а також декількох важких кораблів підтримки, здатних діяти на мілководді. Для цього пізніше були збудовані три лінійні крейсери типу «Корейджес»: «Корейджес», «Глорієс» та «Ф'юріос».
План так і не був реалізований